# Инфляционные ожидания
Инфляционные ожидания — это предполагаемые, прогнозируемые, ожидаемые уровни инфляции, основываясь на которых производители и потребители, продавцы и покупатели строят свою будущую денежную и ценовую политику, оценивают доходы, расходы, прибыль, кредиты.
Во многих современных макроэкономических моделях в качестве переменной фигурируют инфляционные ожидания (эффект Фишера, модель гиперинфляции Кейгана, динамическая функция совокупного предложения с инфляционными ожиданиями и т. д.).

## Классификация ожиданий[1]
Различают две различных классификации ожиданий. Во-первых, ожидания различаются в зависимости от того, какие экономические агенты их строят:
- Потребительские ожидания
- Ожидания фирм
- Ожидания Центрального банка

Во-вторых, в макроэкономическом анализе выделяют два типа ожиданий:
- Рациональные ожидания
- Адаптивные ожидания

### Рациональные ожидания
Под рациональными понимаются такие ожидания, которые формируются не только на основании темпов инфляции предыдущих периодов, но и с учетом планируемой политики (как бюджетно-налоговой, так и кредитно-денежной), анализа состояния экономики и прочих переменных. Подразумевается, что потребители, формируя ожидания, способны проанализировать экономическую ситуацию в стране, оценить последствия политики, объявленной Центральным Банком и на основе анализа макроэкономических переменных сформировать собственные ожидания

### Адаптивные ожидания
Под адаптивными ожиданиями подразумеваются такие ожидания, при которых экономический агент определяет свои ожидания на период t, как взвешенное значение уровней инфляции в предыдущих периодах (t-1 и ранее). То есть агент опирается в своих предположениях только на предыдущий опыт, связанный с инфляцией.

## Факторы инфляционных ожиданий
На формирование инфляционных ожиданий потребителей влияют такие факторы, как:
- Неожиданные шоки экономики;
- Действия и заявления Центрального Банка страны;
- Инфляция прошлых лет (inflation experiences) — то есть инфляция, которую застали индивиды в течение своей жизни;
- Уровень осведомленности и финансовой грамотности индивидов;
- Целевой ориентир монетарной политики страны; стабильность долгосрочных ожиданий в ситуациях макроэкономических шоков, зависит от номинального якоря, принятого регулятором страны;
- Информация в медиапространстве и в средствах массовой информации.

## Практика определения потребительских ожиданий
В современном мире сложилась практика определения ожиданий при помощи так называемых «опросников», в которых респондентов просят ответить на ряд вопросов, связанных с их инфляционными ожиданиями (и инфляции в целом).

### Российская Федерация[2]
В России инфляционные ожидания определяются путем опроса населения Фондом Общественного Мнения по заказу Банка России. Начиная с апреля 2014 года проводится ежемесячно. Опросник включает в себя 12 вопросов, нацеленных на выявление восприятия инфляции и их инфляционных ожиданий. Опрос проводится по анкете, состоящей из закрытых (с вариантами ответа) и открытых (предполагающих самому респонденту сформулировать ответ) вопросов. Потребителям дается утверждение по поводу изменение цен (сначала на конкретные товары, а затем в целом), даются варианты ответа, и их просят выбрать один из вариантов.
Один из таких вопросов — «По официальным данным, в 2017 году рост цен в России составил 2,5 %. Центральный банк РФ намерен добиваться, чтобы к концу 2018 года рост цен не превышал 4 % в год. Как Вы считаете, будет ли рост цен к концу 2018 года таким, как планирует Центральный банк?» и 4 варианта ответа: «заметно выше, чем 4 % в год», «примерно 4 % в год», «заметно ниже, чем 4 % в год», «затрудняюсь ответить».
Ни в одном из вопросов не фигурирует слово «инфляция», а везде спрашивается либо про «общий уровень цен», либо про «уровень цен на конкретные товары», потому что составители опроса стараются избежать непонимания респондентами значения слова «инфляция». В современной версии опросник включает в себя вопрос о доверии населения к работе ЦБ.

### Великобритания[3]
Опрос «Bank of England Inflation Attitudes Survey» проводится ЦБ Великобритании раз в квартал (3 месяца). В этом опросе респондентов сначала просят назвать текущий уровень инфляции (current rate of inflation), а затем — ожидаемый уровень инфляции. То есть в этом опросе, в отличие от российского, где людей просят оценить в сравнении с заранее известными значениями, респонденты должны назвать конкретное число. Также в этом опросе фигурирует слово «инфляция», что свидетельствует о том, что Банк Англии считает людей достаточно финансово грамотными для корректного понимания термина. Респондентов также просят количественно оценить динамику ключевой ставки (поскольку инфляция тесно связана со ставкой, ожидания ставки процента и инфляции также должны быть связаны).
Помимо выявления уровня ожиданий, Банк Англии, проводящий политику инфляционного таргетирования, заботится о доверии населения. Поэтому в опросе есть также вопрос об удовлетворенности политикой ЦБ.

### США — «Survey of consumers byUniversity of Michigan»[4]
В отличие от практики в РФ и Великобритании, этот опрос, проводящийся в США, предназначен не только для выявления потребительских инфляционных ожиданий и ожиданий по ключевой ставке, но и для выявления уровня общей удовлетворенностью жизнью и оптимизма на будущее (первые 10 вопросов посвящены как раз этому). Далее респондентов просят оценить, что случится с ключевой ставкой в следующие 12 месяцев: упадет, вырастет или не изменится. В отличие от опроса Банка Англии, количественных оценок давать не требуется. Затем идет вопрос «как в следующие 12 месяцев изменится общий уровень цен (price in general)?», и 4 варианта ответа на него — «вырастет», «упадет», «не изменится», «не знаю». Далее в случае первых трех ответов респондентов просят оценить, сколько процентов составит это изменение. Если респондент ответил «не знаю» либо оценил рост уровня цен больше, чем на 5 %, то таких людей дополнительно спрашивают «на сколько центов на один доллар, на ваш взгляд, вырастут/упадут цены в следующие 12 месяцев?». Далее идет вопрос аналогичной структуры про уровень цен на 5-10 лет.